# Queaux
Queaux là một xã, tọa lạc ở tỉnh Vienne trong vùng Nouvelle-Aquitaine, Pháp. Xã này có diện tích 52,64 km², dân số năm 2006 là 600 người. Xã nằm ở khu vực có độ cao trung bình 113 m trên mực nước biển.

## Biến động dân số
| Năm | 1962 | 1968  | 1975 | 1982 | 1990 | 1999 | 2006 |
| --- | ---- | ----- | ---- | ---- | ---- | ---- | ---- |
| Dân số | 903  | 1 014 | 880  | 710  | 603  | 600  | 600  |
| From the year 1962 on: No double counting—residents of multiple communes (e.g. students and military personnel) are counted only once. |      |       |      |      |      |      |      |